# Lijst van koningen van Cambodja
Dit is een lijst met de koningen van Cambodja. Voor zover bekend zijn de jaartallen vermeld. Tussen haakjes staan de alternatieve namen of spellingen van de koningen vermeld:

## Lijst van koningen van Cambodja (1699-heden)

### Oudong-tijdperk (1699-1860)
Cambodja kende ook koningen vóór 1699.
| Monarch                      | Regeringsperiode | Regeringsperiode | Opmerking |
| ---------------------------- | ---------------- | ---------------- | --------- |
| Ang Em                       | 1699             | 1701             | 1e keer   |
| Chettha IV                   | 1701             | 1702             | 3e keer   |
| Thommo Reachea II            | 1702             | 1703             | 1e keer   |
| Chettha IV                   | 1703             | 1706             | 4e keer   |
| Thommo Reachea II            | 1706             | 1710             | 2e keer   |
| Ang Em                       | 1710             | 1722             | 2e keer   |
| Satha II                     | 1722             | 1738             |           |
| Thommo Reachea II            | 1738             | 1747             | 3e keer   |
| Thommo Reachea III           | 1747             | 1747             |           |
| Ang Tong                     | 1747             | 1749             | 1e keer   |
| Chettha V                    | 1749             | 1755             |           |
| Ang Tong                     | 1755             | 1758             | 2e keer   |
| Outey II                     | 1758             | 1775             |           |
| Ang Non II                   | 1775             | augustus 1779    |           |
| Ang Eng (1773-1796)          | augustus 1779    | 5 mei 1796       |           |
| Pok Regent                   | 1796             | 1806             |           |
| Ang Chan II (1792-1834)      | 1806             | 1811             | 1e keer   |
| Ang Em Regent                | 1811             | 1812             |           |
| Ang Snguon Regent            | 1812             | 13 mei 1813      |           |
| Ang Chan II (1792-1834)      | 13 mei 1813      | december 1834    | 2e keer   |
| Koningin Ang Mey (1815-1874) | 1835             | augustus 1840    | 1e keer   |
| Ang Duong (1796-1860)        | 1841             | 1844             | 1e keer   |
| Koningin Ang Mey (1815-1874) | 1844             | 1845             | 2e keer   |
| Ang Duong (1796-1860)        | 1845             | 19 oktober 1860  | 2e keer   |

### Frans protectoraat van Cambodja (1860-1955)
| Monarch | Monarch                       | Regeringsperiode | Regeringsperiode | Opmerking                |
| ------- | ----------------------------- | ---------------- | ---------------- | ------------------------ |
|         | Norodom (1834-1904)           | 19 oktober 1860  | 24 april 1904    | Huis van Norodom         |
|         | Sisowath (1840-1927)          | 24 april 1904    | 9 augustus 1927  | Huis van Sisowath        |
|         | Sisowath Monivong (1875-1941) | 9 augustus 1927  | 23 april 1941    | Huis van Sisowath        |
|         | Norodom Sihanouk (1922-2012)  | 24 april 1941    | 3 maart 1955     | Huis van Norodom 1e keer |

### Koninkrijk Cambodja (1955-1970)
| Monarch                                | Regeringsperiode | Regeringsperiode | Opmerking                       |
| -------------------------------------- | ---------------- | ---------------- | ------------------------------- |
| Norodom Suramarit (1896-1960)          | 3 maart 1955     | 3 april 1960     | Huis van Norodom                |
| Koningin Sisowath Kossamak (1904-1975) | 20 juni 1960     | 9 oktober 1970   | Huis van Sisowath Niet-regerend |

### Staatshoofden van Cambodja (1960-1993)
Van 1960 tot 1993 werd Cambodja gereageerd door staatshoofden en presidenten.

### Koninkrijk Cambodja (1993-heden)
| Monarch | Monarch                      | Regeringsperiode  | Regeringsperiode | Opmerking                |
| ------- | ---------------------------- | ----------------- | ---------------- | ------------------------ |
|         | Norodom Sihanouk (1922-2012) | 24 september 1993 | 7 oktober 2004   | Huis van Norodom 2e keer |
|         | Norodom Sihamoni (1953)      | 14 oktober 2004   | heden            | Huis van Norodom         |